# Margaret Elizabeth Noble
Margaret Elizabeth Noble (kasneje Sestra Nivedita), irsko-indijska učiteljica, pisateljica, socialna aktivistka in pedagoginja, * 28. oktober 1867, Dungannon, Severna Irska, ZK, † 13. oktober 1911, Dardžiling, Britanska Indija. 
Bila je učenka indijskega hinduističnega voditelja Swamija Vivekanande, ki je približal vzhodno filozofijo zahodnemu svetu. Velja za eno najvplivnejših ženskih osebnosti v indijski zgodovini. Otroštvo in zgodnjo mladost je preživela na Irskem. Delala je kot šolska učiteljica in kasneje tudi odprla šolo. Leta 1895 je v Londonu spoznala Swamija Vivekanando in z njim leta 1898 odpotovala v Kalkuto, Indijo, kjer ji je dal ime Nivedita – »posvečena Bogu«. V Indiji si je prizadevala za boljšo izobrazbo deklet, ki so bile pogosto prikrajšane tudi za osnovno izobraževanje. Pomembna pa so tudi njena prizadevanja za neodvisnost Indije in podpora indijski umetnosti. Umrla je v indijskem mestu Dardžiling. Njen nagrobni napis se glasi: »Tu leži sestra Nivedita, ki je vse dala za Indijo.«

## Življenje

### Zgodnje življenje
Margaret Elizabeth Noble je bila rojena 13. 10. 1867 v mestu Dungannon na Irskem Mariji Isabel in Samuelu Richamondu Nobleu. Ko je bila stara eno leto, se je oče preselil v Anglijo, Margaret pa je ostala pri maminem očetu, Hamiltonu, na Irskem, in se k očetu preselila pri štirih letih. Oče ji je umrl leta 1877, ko je bila stara deset. Takrat se je z mamo in sorojencema preselila nazaj k svojem dedu na Irsko. Margaretina mama je obiskovala tečaj za vzgojo otrok in postala učiteljica. Margaretin ded Hamilton je bil eden prvih voditeljev osvobodilnega gibanja na Irskem, kar je močno vplivalo na Margaretin duh do domovine in ljubezni do države. Margaret se je šolala na kolidžu Halifax. Študirala je različne predmete, vključno s fiziko, umetnostjo, glasbo in literaturo. Sledila je materinim stopinjam in pri sedemnajstih letih postala učiteljica, leta 1886 pa je odšla v Rugby poučevat v sirotišnico. Leto pozneje se je zaposlila na območju premogovništva Wrexam v Severnem Walesu, kjer je pričela s pomočjo revnim. Istega leta se je zaročila, a ji je zaročenec umrl kmalu po zaroki, zaradi česar se je nato preselila v Chester. Margaret je nadaljevala s študijem na področju pedagogike. Seznanila se je z idejami švicarskega pedagoga Johanna Heinricha Pestalozzija in z Nemcem Friedrichom Fröbelom, ki sta poudarjala pomen predšolske vzgoje. Menila sta da se mora izobraževanje začeti z gojenjem otrokove sposobnosti za vadbo, igro, opazovanje in posnemanje. Leta 1892 je ustanovila svojo šolo, kjer ni bilo nobenih omejevalnih metod in formalnega učenja – otroke so poučevali skozi igro.

### Odnos do vere
Margareta je izhajala iz krščanske družine in se v otroštvu naučila spoštovati vse verske nauke. Dojenček Jezus ji je predstavljal predmet čaščenja in oboževanja. Tekom izobraževanja, ko je študirala tudi naravoslovne vede, pa je začela dvomiti v resničnost krščanskih naukov. Novembra 1895 je prvič srečala Swamija Vivekanando, ki je prišel na obisk v London poučevati o filozofiji Vedante iz Indije. Margaret je bila že pred tem navdušena nad vzhodnimi filozofskimi nauki, začela pa se je podrobneje zanimati za učenje Gautama Bude. Načela in učenje Vivekanande so imeli zato nanjo velik vpliv. Leta 1898 je odpotovala v Kalkuto v Indiji, za seboj pustila celotno družino in prestopila v hinduizem ter se zavezala dosmrtnemu celibatu, pri čemer ji je Swami Vivekananda dodelil novo ime – sestra Nivedita (»posvečena Bogu«). S tem je postala prva zahodna ženska, ki je bila sprejeta v indijski meniški red.

### Delovanje v Indiji
Margaret, sedaj sestra Nivedita, je svoje cilje naprej uresničevala v Indiji. Nameravala je odpreti šolo za dekleta, saj jim je bilo nedostopno tudi osnovno izobraževanje. Obiskala je Anglijo in Ameriko, kjer je predavala o svojih ciljih z namenom zbiranja denarja za ustanovitev dekliške šole. Ta je začela obratovati v Kalkuti leta 1898. Poleg izobraževanja je med izbruhom epidemije kuge v Kalkuti leta 1899 negovala in skrbela za bolnike, čistila smeti z območja in navdihnila ter motivirala številne mlade, da so prostovoljno pomagali. V angleške časopise je vložila pozive za pomoč in prav tako zaprosila za finančno podporo v boju proti kugi. Organizirala je vsakodnevne aktivnosti za preventivne ukrepe proti kugi. Pomembno je bilo tudi njeno prizadevanje za promocijo indijske zgodovine, kulture in znanosti. Skrbelo jo je zahodnjaško stališče, da je indijska umetnost nastajala pod vplivom helenizma in s tem ni bila originalna; ker je hotela izzvati ta predsodek, je skupaj z Anando Coomaraswamyem in E.B Havellom vodila gibanje za ponovno obuditev indijske umetnosti. Verjela je, da so znanost, umetnost, literatura, vera in zgodovina ključne za narodno zavest, tekom svojega dela z ljudmi pa je močno oblikovala diskurz na področju nacionalizma. Vivekananda jo je naučil zapletenih podrobnosti in posebnosti indijske umetnosti, ki se jih takratni indijski umetniki in kritiki bolj ali manj niso zavedali. Med poučevanjem v Bengalski šoli umetnosti je tudi sama svoje učence spodbujala k usmeritvi v indijsko umetnost in odmiku od zahodnjaške, poleg tega pa je v časopisih objavljala eseje na to temo. Aktivno je spodbujala dr. Jagadiša Chandro Boseja, indijskega znanstvenika in filozofa, k izvirnim znanstvenim raziskavam in mu finančno pomagala, da bi pridobil priznanje, saj se je spopadal z ravnodušnimi odzivi britanske oblasti nad njegovimi deli. Poleg že omenjenih prizadevanj na področju nacionalizma se je ves čas zavzemala za dobrobit indijskega ljudstva ter za izobraževanje in opolnomočenje žensk, v učni načrt pa vpeljala nove ideje na področjih umetnosti, risanja in ročnih spretnosti. Sestra Nivedita je veliko pisala in tudi v Indiji mnogo predavala o indijski kulturi in religiji. Indijski mladini je apelirala, naj se zavzema za matično državo. Sprva je bila optimistična glede britanske vladavine v Indiji in verjela, da lahko Indija in Anglija med seboj v miru sodelujeta, vendar pa je bila med svojim bivanjem v Indiji priča represiji, zatiranju in ločitvi na vladajočo elito in vladane, kar je izvajala britanska vlada. Postala je prepričana, da sta za uspeh Indije potrebni odcepitev in neodvisnost, zato se je v celoti posvečala vzrokom za nasprotovanje britanski vladavini. Februarja 1902 jo je v Kalkuti obiskal Mahatma Gandhi, indijski politik, odvetnik in aktivist, ki se je nenasilno boril za osamosvojitev Indije. Z zbiranjem številnih indijskih mitov in zgodb je predlagala izgled indijske državne zastave, ki je bila predstavljena na sestanku Indijskega nacionalnega kongresa leta 1906.

### Smrt
Sestra Nivedita oz. Margaret Elizabeth Nobel je umrla 13. oktobra 1911, stara 44 let, v Dardžilingu, Indiji. Zaradi svojega prizadevanja za indijsko kulturo, vero in osamosvojitev Indije se napis na njenem nagrobniku glasi: »Tu leži sestra Nivedita, ki je vse dala za Indijo«.

## Dela
Margaret oz. sestra Nivedita je pisala o vsem, kar je doživela tekom bivanja v Indiji, zaradi česar njena dela pokrivajo raznovrstno tematiko. V delih, kot je Indija v mreži življenja (The Web of Indian Life), je poskušala odpraviti različne mite in predsodke v zahodnem svetu o indijski kulturi in običajih, dela Mati Kali (Kali the Mother), Učitelj, kot sem ga videla (The Master as I Saw Him, o Swamiju Vivekanandi), Razprave s Swamijem Vivekanando (Notes of Some Wanderings with the Swami Vivekananda) opisujejo njena potovanja po Indiji, druge knjige pa so služile kot razlaga vzhodne filozofije in religije – npr. Zgodbe o nastanku hinduizma (The Cradle Tales of Hinduism). Dotaknila pa se je tudi teme o izobraževanju in nacionalnih težnjah v Indiji v knjigah kot npr. Razmišljanja z Vzhoda (Studies from an Eastern Home), Državljanski ideal in indijska nacionalnost (Civil Ideal and Indian Nationality) in Namigi za nacionalno izobraževanje v Indiji (Hints on National Education in India). Nekaj avtoričinih del je izšlo šele po njeni smrti. Pregled najpomembnejših del sestre Nivedite :
- Kali the Mother (1900)
- The Web of Indian Life (1904)
- Cradle Tales of Hinduism (1907)
- An Indian Study of Love and Death (1908)
- The Master as I Saw Him (1910)
- Select essays of Sister Nivedita, (1911)
- Studies from an Eastern Home (1913)
- Myths of the Hindus & Buddhists (1913)
- Notes of some wanderings with the Swami Vivekananda (1913)
- Footfalls of Indian History (1915)
- Religion and Dharma (1915)
- Civic & national ideals (1929)

## Nagrade
V indijski zvezni državi Gudžarat od leta 1995 podeljujejo »Sister Nivedita Best Teacher Award« oz. nagrado sestre Nivedite za najboljšega učitelja, leta 2018 pa so v Maduraju ob 150. obletnici njenega rojstva podelili posebno »Sister Nivedita Award« (nagrado sestre Nivedite).

### Spominska obeležja
Leta 1925 so ji postavili spomenik, ki pa je v propadajočem stanju – preraščata ga plevel in podrast. Po njej je poimenovan most, ki povezuje Kalkuto in Howrah, pod njim pa teče reka Hoogly. Leta 1967 so v Indiji ob 100. obletnici njenega rojstva izdali posebno znamko. V njenem rojstnem kraju, Dungannonu na Irskem, so decembra 2007 postavili spominsko ploščo. Po njej je poimenovanih več šol, kot so Bhagini Nivedita College (Delhi), Sister Nivedita University in Sister Nibedita Government General Degree College for Girls (obe v Kalkuti).